# Robert Lopez
Robert Lopez (sinh ngày 23 tháng 2 năm 1975) là nam nhạc sĩ người Mỹ. Anh từng thắng cả bốn giải Grammy (âm nhạc), Emmy (truyền hình), Oscar (điện ảnh) và Tony (sân khấu).